# Mohamed Ali Chaouachi
Mohamed Ali Chaouachi (arabe : محمد علي الشواشي), né le 10 mai 1995, est un nageur tunisien.

## Carrière
Mohamed Ali Chaouachi remporte deux médailles de bronze, sur les relais 4 x 200 mètres nage libre ainsi que sur le relais 4 x 100 mètres quatre nages, aux Jeux africains de 2015 à Brazzaville.
Il obtient ensuite la médaille d'argent du relais 4 x 200 mètres nage libre ainsi que la médaille de bronze du relais 4 x 100 mètres nage libre aux championnats d'Afrique 2018 à Alger.